# IronRuby
IronRuby – nieutrzymywana implementacja języka Ruby stworzona pod platformę programistyczną .NET Framework. Ostatnia wersja, 1.1.3, została wydana w marcu 2011 roku.
IronRuby jest przykładem wykorzystania Dynamic Language Runtime (DLR), czyli bibliotek wspomagających wykonywanie dynamicznych języków programowania, zbudowanych na bazie Common Language Infrastructure (CLI) i uruchamianych za pośrednictwem środowiska uruchomieniowego Common Language Runtime (CLR).
Innymi platformami wspieranymi przez IronRuby jest platforma Mono, Silverlight oraz Windows Phone 7.
Twórcą implementacji jest John Lam, wraz z zespołem odpowiedzialnym za stworzenie bibliotek Dynamic Language Runtime (DLR). Pierwsza wersja pre-alpha została zaprezentowana w lipcu 2007 roku. Rozwój języka został w 2010 roku przekazany przez firmę Microsoft w ręce społeczności.
IronRuby rozprowadzany jest na licencji Apache v2.0.